# Ivan Chodák
Ivan Chodák (Dolný Kubín, 3 febbraio 1914 – Bratislava, 14 febbraio 1994) è stato un allenatore di calcio e calciatore slovacco, di ruolo centrocampista.